# Sainte-Sévère
Sainte-Sévère é uma comuna francesa na região administrativa da Nova Aquitânia, no departamento de Charente. Estende-se por uma área de 18,31 km². Em 2010 a comuna tinha 527 habitantes (densidade: 28,8 hab./km²).